# Medaille van de Nationale Veiligheid (Vietnam)
De Medaille van de Nationale Veiligheid (Vietnamees: "Huy chương vì an ninh tổ quốc") is een onderscheiding van Vietnam.
De onderscheiding die ondanks de naam de vorm van een zilveren vijfpuntige ster kreeg werd op 26 november 2003 ingesteld. Men verleende de ster aan officieren en beroepsagenten voor 25 jaar opeenvolgende dienst in de Volkspolitie.